# 勒韦斯特迪比永
勒韦斯特迪比永（法語：Revest-du-Bion）是法国上普罗旺斯阿尔卑斯省的一个市镇，属于福卡尔基耶区。该市镇2009年时的人口为562人。

## 人口
勒韦斯特迪比永人口变化图示
| 数据来源：INSEE |